# Planeta Eskoria
Planeta eskoria (2000) es el cuarto álbum del grupo español Ska-P. 
La portada representa a la Justicia clavada al símbolo del dólar ($), haciendo referencia a parte de la letra de su canción «Mestizaje»: «¿Y la Justicia, dónde está? Crucificada en los altares del capital.»
En esta ocasión el Gato López no aparece en la portada ni en la contraportada del álbum, sino dentro de la propia caja del disco, debajo del CD, que simula ser una tapa de alcantarillado.
En este disco, de nuevo tratan sobre temas típicamente españoles como la tauromaquia o la ley de Extranjería; temas ya típicos en las letras del grupo como la religión (en esta ocasión arremeten contra la figura del papa) o el racismo y la xenofobia; y aparecen temas que no habían sido tocados antes por el grupo, como la violencia de género, la explotación por parte de algunas ETT o la situación de los astilleros de Naval Xixón.

## Lista de canciones
| Pista | Nombre              | Duración |
| ----- | ------------------- | -------- |
| 1     | Planeta eskoria     | 04:19    |
| 2     | Vergüenza           | 03:51    |
| 3     | Cómo me pongo       | 02:45    |
| 4     | El auténtico        | 03:40    |
| 5     | Naval Xixón         | 03:33    |
| 6     | La mosca cojonera   | 03:56    |
| 7     | Eres un@ más        | 04:16    |
| 8     | Derecho de admisión | 05:30    |
| 9     | A la mierda         | 03:53    |
| 10    | ETTs                | 04:07    |
| 11    | Lucrecia            | 04:28    |
| 12    | Tío Sam             | 04:21    |
| 13    | Violencia machista  | 04:11    |
| 14    | Mestizaje           | 04:33    |

## Personal
- Roberto Gañán Ojea (Pulpul): vocalista y guitarra rítmica
- Ricardo Delgado (Pipi): segunda voz
- José Miguel Redín (Joxemi): guitarra líder y coros
- Julio César Sánchez (Julio): bajo y coros
- Alberto Javier Amado (Kogote): teclado y coros
- Luis Miguel García (Luismi): batería
- Garikoitz Badiola (Gari): trombón
- Alberto Iriondo (Txikitín): trompeta

- Datos: Q1237051